# Archoleptoneta
Archoleptoneta is een geslacht van spinnen uit de  familie van de Archoleptonetidae.

## Soorten
- Archoleptoneta gertschi Ledford & Griswold, 2010
- Archoleptoneta schusteri Gertsch, 1974